# قط السفينة
قط السفينة (بالإنجليزية: The Ship's Cat)‏ هي قصيدة سردية للأطفال للكاتب الإنجليزي ريتشارد آدامز، نشرت عام 1977، لأول مرة عن دار نشر جوناثان كيب في المملكة المتحدة وكنوبف في الولايات المتحدة.